# Florian Latorre

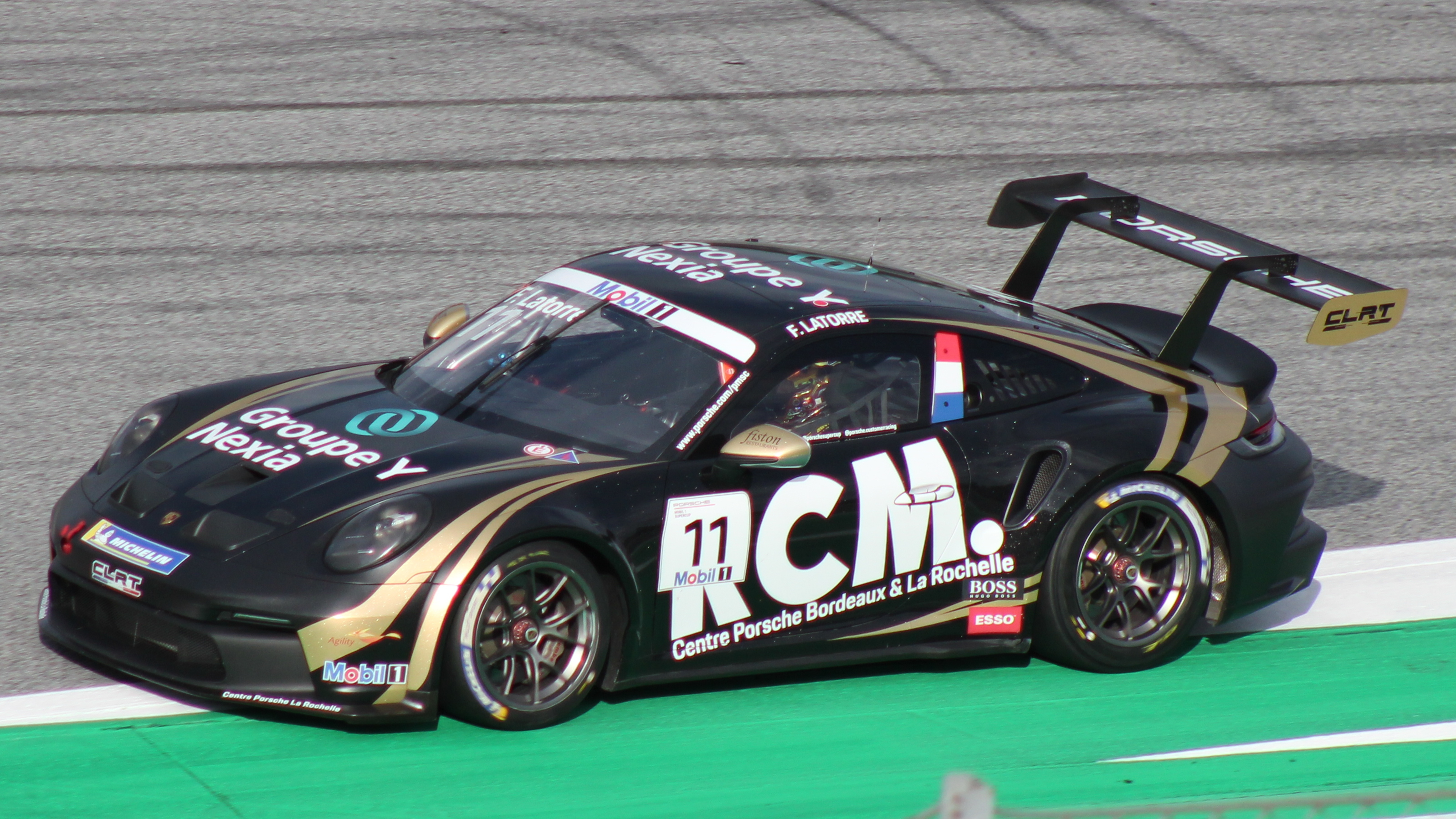
Florian Latorre bei einem Rennen zum Porsche Supercup 2021 auf dem Red Bull Ring

Florian Latorre (* 24. April 1997 in Libourne) ist ein französischer Autorennfahrer.

## Karriere im Motorsport
Die professionelle Fahrerkarriere von Florian Latorre begann, nach Erfolgen im Kartsport, 2012 mit der Teilnahme an der französischen Formel-4-Meisterschaft, die er als Achter beendete. Nach einigen Jahren in Nordamerika, wo er im dortigen Monopostosport aktiv war, ging er ab 2016 bei Porsche-Carrera-Cup-Rennen an den Start. Sowohl 2016 (Meister Mathieu Jaminet), als auch 2017 (Meister Julien Andlauer) wurde er Dritter im Porsche Carrera Cup Frankreich. Nach einem zweiten Rang hinter Ayhancan Güven 2018, erreichte in der Saison 2020 (Meister Jaxon Evans) erneut den dritten Platz in diesem Markenpokal.

## Statistik

### Le-Mans-Ergebnisse
| Jahr | Team               | Fahrzeug           | Teamkollege               | Teamkollege     | Platzierung | Ausfallgrund |
| ---- | ------------------ | ------------------ | ------------------------- | --------------- | ----------- | ------------ |
| 2021 | Proton Competition | Porsche 911 RSR-19 | Vutthikorn Inthraphuvasak | Harry Tincknell | Ausfall     | Unfall       |

### Einzelergebnisse in der FIA-Langstrecken-Weltmeisterschaft
| Saison | Team               | Rennwagen                | 1   | 2   | 3   | 4   | 5   | 6   |
| ------ | ------------------ | ------------------------ | --- | --- | --- | --- | --- | --- |
| 2021   | Proton Competition | Porsche 911 RSR          | SPA | POR | MON | LEM | BAH | BAH |
| 2021   | Proton Competition | Porsche 911 RSR          | DNF |     |     |     |     |     |
| 2022   | TF Sport           | Aston Martin Vantage AMR | SEB | SPA | LEM | MON | FUJ | BAH |
| 2022   | TF Sport           | Aston Martin Vantage AMR | 23  |     |     |     |     |     |